# Internationale Masturbatiedag

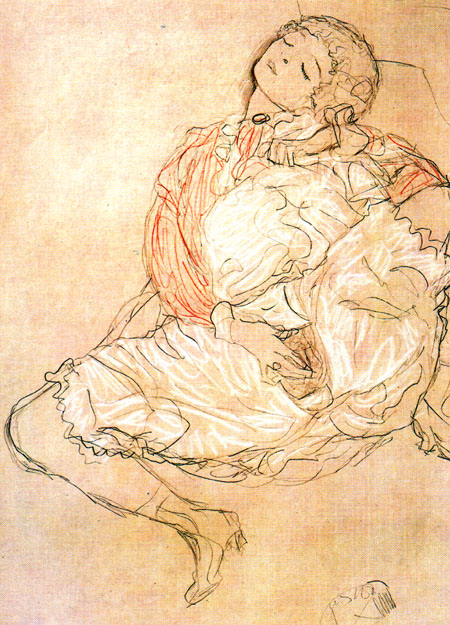
Masturbatie (1916) van Gustav Klimt

Internationale Masturbatiedag is een jaarlijks terugkerend evenement op 28 mei om het recht op masturberen te beschermen en te vieren. De eerste nationale masturbatiedag was op 7 mei 1995, nadat verkoper Good Vibrations de dag had uitgeroepen ter ere van Joycelyn Elders, die in 1994 was ontslagen door president Bill Clinton omdat zij suggereerde dat masturbatie onderdeel moest worden van seksuele voorlichting op scholen.
De dag is sindsdien uitgebreid tot de hele maand mei als Internationale Masturbatiemaand.